# Gnocchi alla bava
Gli gnocchi alla bava sono un primo piatto italiano tipico della Valle d'Aosta e del Piemonte.

## Caratteristiche
Vengono preparati amalgamando degli gnocchi di patate alla fontina, sebbene sia anche possibile insaporirli con altri formaggi, fra cui la robiola, la toma, il grana o il gorgonzola, e la panna. Gli gnocchi alla bava prendono il nome dai suoi caratteristici filamenti di formaggio fuso. Se si aggiungono dei tuorli d'uovo la salsa rimane cremosa evitando che si attacchi alla pasta. Il piatto è ideale da consumare con l'Erbaluce di Caluso o l'Albana di Romagna.

## Varianti
In alcune zone, gli gnocchi alla bava vengono preparati miscelando fontina e toma nella panna a cui viene in seguito aggiunto un uovo.
Gli "gnocchi della festa", si preparano mescolando un trito di petti di pollo alle patate bollite e il burro. L'impasto viene poi condito con i formaggi usati per preparare gli gnocchi alla bava.